# Подмилачје
Подмилачје је насељено мјесто у саставу града Јајца, Федерација Босне и Херцеговине, БиХ.

## Географски положај
Налази се на десној обали Врбаса, око 5 km сјеверно и низводно од Јајца.

## Становништво
| Националност       | 1991.        | 1981.        | 1971.        |
| Хрвати             | 610 (90,50%) | 544 (98,72%) | 433 (99,76%) |
| Муслимани          | 38 (5,63%)   | 0            | 1 (0,23%)    |
| Срби               | 13 (1,92%)   | 0            | 0            |
| Југословени        | 10 (1,48%)   | 0            | 0            |
| остали и непознато | 3 (0,44%)    | 7 (1,27%)    | 0            |
| Укупно             | 674          | 551          | 434          |

## Извор
- Књига: „Национални састав становништва — Резултати за Републику по општинама и насељеним мјестима 1991.", статистички билтен бр. 234, Издање Државног завода за статистику Републике Босне и Херцеговине, Сарајево.
- интернет — извор, „Попис по мјесним заједницама“ — https://web.archive.org/web/20090520191154/http://www.fzs.ba/Podaci/nacion%20po%20mjesnim.pdf